# 페일리 그래프
수학에서 페일리 그래프는 유한체에서 차가 제곱 잉여인 쌍을 변으로 연결하여 구성된 그래프이다. 페일리 그래프를 통해 그래프 이론의 도구를 정수론의 이차잉여에 적용할 수 있다.
페일리 그래프는 레이먼드 팔레이의 이름을 따서 명명되었고, 이차잉여로부터 아다마르 행렬을 구성하기 위한 페일리 구성과 밀접하게 관련되어 있다 (Paley 1933). 페일리 그래프는 Sachs (1962) 와 Erdős & Rényi (1963) 에 의해 독립적으로 소개되었다. Sachs는 자기 보완성을, 에르되시와 레니는 대칭성을 연구하였다.
페일리 유향 그래프(영어: Paley digraph)는 페일리 그래프와 비슷하게 구성한 유향 그래프이다. 이는 Graham & Spencer (1971)에 의해, 이전에는 무작위 토너먼트에 의해서만 성립하는 것으로 알려진 성질인, 꼭짓점 집합의 모든 작은 부분집합이 어떤 꼭짓점에 의해 지배된다는 성질을 갖는 토너먼트를 구성하는 방법으로써 Sachs, 에르되시, 레니와 독립적으로 도입되었다.

## 정의
{\displaystyle q}는 {\displaystyle q\equiv 1{\bmod {4}}}를 만족하는 소수의 거듭제곱이라고 하자. 즉, {\displaystyle q}는 피타고라스 소수 (4를 법으로 하여 1과 합동인 소수)의 임의의 거듭제곱이거나, 또는 홀수 비 피타고라스 소수의 짝수 거듭제곱이다. 이러한 {\displaystyle q}를 선택하였을 때 위수가 {\displaystyle q}인 유한체 {\displaystyle \mathbf {F} _{q}}에서 −1은 제곱근을 갖는다.
{\displaystyle V=\mathbf {F} _{q}}, {\displaystyle E=\left\{\{a,b\}:a-b\in (\mathbf {F} _{q}^{\times })^{2}\right\}}라고 하자.
{\displaystyle \{a,b\}}가 {\displaystyle E}에 포함되어 있을 때, {\displaystyle a}와 {\displaystyle b}의 순서는 중요하지 않다. −1이 제곱근을 가지므로 −1은 {\displaystyle \mathbf {F} _{q}}에서 제곱수이고, {\displaystyle a-b}가 제곱수인 것과 {\displaystyle b-a}가 제곱수인 것은 동치이기 때문이다.
차수가 {\displaystyle q}인 페일리 그래프는 {\displaystyle G=(V,E)}이다.

## 예시
{\displaystyle q=13}의 경우, {\displaystyle \mathbf {F} _{q}}는 13을 법으로 하는 모듈러 산술을 갖는다. 13을 법으로 하여 제곱근을 갖는 수는 다음 여섯 개이다.
- ±1(+1은 ±1의 제곱, −1은 ±5의 제곱)
- ±3(+3은 ±4의 제곱, −3은 ±6의 제곱)
- ±4(+4는 ±2의 제곱, −4는 ±3의 제곱).

페일리 그래프는 [0,12] 범위의 각 정수를 꼭짓점으로 가지고, 각 정수 {\displaystyle x}를 여섯 개의 이웃 {\displaystyle x\pm 1{\bmod {1}}3}, {\displaystyle x\pm 3{\bmod {1}}3}, {\displaystyle x\pm 4{\bmod {1}}3}과 연결하는 변을 갖는다.

## 성질
페일리 그래프의 여 그래프는 자기 자신과 동형이다. 한 가지 자기 동형은 법 q에서 어떤 비이차잉여 k를 고정하고 정점 x를 xk로 사상하여 얻을 수 있다. (Sachs 1962).
Paley 그래프는 매개변수 {\displaystyle (q,{\tfrac {1}{2}}(q-1),{\tfrac {1}{4}}(q-5),{\tfrac {1}{4}}(q-1))}를 갖는 강한 정규 그래프이다.

## 응용
- 위수 9의 Paley 그래프는 국소적 선형 그래프, 룩 그래프, 3-3 듀오프리즘의 그래프이다.
- 위수 13의 Paley 그래프는 책 두께(Book embedding)가 4이고 대기열 번호가 3입니다 (Wolz 2018)   .
- 위수가 17인 Paley 그래프 G는 G와 여 그래프가 모두 4-완전 그래프를 포함하지 않는 그래프 중 가장 큰 그래프이고, 이 크기에서 이 성질을 갖는 그래프는 G가 유일하다 (Evans et al. 1981). 따라서 램지 수 R (4, 4)=18이다.
- 위수가 101인 페일리 그래프 G는 G와 여 그래프가 모두 6-완전 그래프를 포함하지 않는 가장 큰 그래프이다.
- Sasukara et al. (1993)에서 Horrocks-Mumford 다발의 구성을 일반화하기 위해 페일리 그래프를 사용한다.

## 페일리 유향 그래프
{\displaystyle q}는 {\displaystyle q\equiv 1{\bmod {4}}}를 만족하는 소수의 거듭제곱이라고 하자. 즉, 위수가 q인 유한체 {\displaystyle \mathbf {F} _{q}}에서는 −1이 제곱근을 갖지 않는다. 따라서, {\displaystyle \mathbf {F} _{q}}의 서로 다른 원소로 이루어진 순서쌍 (a, b)에서 a-b 와 b-a 중 정확히 하나만이 제곱수이다. 페일리 유향 그래프(영어: Paley digraph)는 정점 집합 {\displaystyle V=\mathbf {F} _{q}}와 호 집합 {\displaystyle A=\left\{(a,b)\in \mathbf {F} _{q}\times \mathbf {F} _{q}\ :\ b-a\in (\mathbf {F} _{q}^{\times })^{2}\right\}}을 갖는 유향 그래프이다.

## 참고 문헌
- Baker, R. D.; Ebert, G. L.; Hemmeter, J.; Woldar, A. J. (1996). “Maximal cliques in the Paley graph of square order”. 《J. Statist. Plann. Inference》 56: 33–38. doi:10.1016/S0378-3758(96)00006-7.
- Broere, I.; Döman, D.; Ridley, J. N. (1988). “The clique numbers and chromatic numbers of certain Paley graphs”. 《Quaestiones Mathematicae》 11: 91–93. doi:10.1080/16073606.1988.9631945.
- Chung, Fan R. K.; Graham, Ronald L.; Wilson, R. M. (1989). “Quasi-random graphs”. 《Combinatorica》 9 (4): 345–362. doi:10.1007/BF02125347.
- Erdős, P.; Rényi, A. (1963). “Asymmetric graphs”. 《Acta Mathematica Academiae Scientiarum Hungaricae》 14 (3–4): 295–315. doi:10.1007/BF01895716. MR 0156334.
- Evans, R. J.; Pulham, J. R.; Sheehan, J. (1981). “On the number of complete subgraphs contained in certain graphs”. 《Journal of Combinatorial Theory》. Series B 30 (3): 364–371. doi:10.1016/0095-8956(81)90054-X.
- Graham, R. L.; Spencer, J. H. (1971). “A constructive solution to a tournament problem”. 《Canadian Mathematical Bulletin》 14: 45–48. doi:10.4153/CMB-1971-007-1. MR 0292715.
- Mohar, Bojan (2005). “Triangulations and the Hajós conjecture”. 《Electronic Journal of Combinatorics》 12: N15. MR 2176532.
- Paley, R.E.A.C. (1933). “On orthogonal matrices”. 《J. Math. Phys.》 12 (1–4): 311–320. doi:10.1002/sapm1933121311.
- Sachs, Horst (1962). “Über selbstkomplementäre Graphen”. 《Publicationes Mathematicae Debrecen》 9: 270–288. MR 0151953.
- Sasakura, Nobuo; Enta, Yoichi; Kagesawa, Masataka (1993). “Construction of rank two reflexive sheaves with similar properties to the Horrocks–Mumford bundle”. 《Proc. Japan Acad., Ser. A》 69 (5): 144–148. doi:10.3792/pjaa.69.144.
- White, A. T. (2001). 〈Graphs of groups on surfaces〉. 《Interactions and models》. Amsterdam: North-Holland Mathematics Studies 188.
- Wolz, Jessica (2018). 《Engineering Linear Layouts with SAT》. Master's Thesis. University of Tübingen.